# Castello di Dreux
Il castello di Dreux era un antico castello reale francese, nel comune di Dreux, di cui ancora si possono vedere le rovine, mentre è conservata perfettamente la Cappella reale di Dreux, il sepolcro della casata dei duchi d'Orléans.

## La struttura
Il castello di Dreux ha perduto oggi il suo antico splendore. La struttura era essenzialmente composta da un fortilizio che dominava la cittadina locale, fiancheggiato da torri rotonde, ad eccezione di due passaggi a livello. Sul lato nord si estendeva un dongione, costruito nel 1244, che era chiamato la Tour grise o la Grosse tour, il quale venne ridotto in rovina durante l'ultimo assedio alla città, quello di Maximilien de Béthune, per Enrico IV nel giugno del 1593. I resti della Tour grise vennero infine completamente demoliti secoli dopo dal duca d'Orléans, proprietario della struttura, al tempo di Carlo X. Al suo posto si trova una colonna del telegrafo che egli fece installare in loco.
Sin dall'antichità, però, nella corte bassa esisteva una cappella che però oggi è stata rimpiazzata da quella nuova (sorta altrove) e le cui vestigia sono visibili sul lato ovest, a fianco al cimitero principale della città.
La parte meridionale del castello era invece difesa da un'altra grande torre chiamata Tour de Dannemarche. Un portale, verso sud, era comunemente chiamato l'Évêché.
Sul fianco sud in effetti, si trovano ancora oggi due costruzioni un tempo parte del corpo logistico delle difese del castello che serviva anche da residenza per i conti di Dreux e per qualche membro della casata d'Orléans. Questa parte venne completamente rimaneggiata nel corso del XIX secolo e si presenta di forma oblunga che si porta verso il lato sud del castello, con un piano mansardato. L'altra corte (trasformata in giardino) in facciata presenta due torri ottagonali di stile lombardo munite di difese, attorniate da scaloni.
Verso la città, a destra del corpo centrale, si trova un altro edificio accollato al primo, costruito in pietra calcarea e mattoni rossi, sormontato da due guglie alle estremità. Qui si trovavano un tempo le cucine e gli alloggi della servitù. Alla sua estremità si trovava infine una grande torre su due livelli che, rimaneggiata, si erge verso il giardino interno.
Al centro del complesso, si trova l'antica collegiata di Santo Stefano, ribattezzata cappella di San Luigi e conosciuta col nome di Cappella reale.

## Storia

### Le origini
La borgata di Dreux fu la capitale della tribù gallica dei Durocassi, ed era all'epoca conosciuta col nome latino di Durocassium. La sua posizione topografica, in prossimità della città di Parisium, la rese un naturale punto di incontro delle locali vie di comunicazione, facilitata in questo dall'alta collina dominante l'area che rese naturale l'erezione di un avamposto militare. I romani vi stabilirono una fortezza ed il villaggio prese il nome di Castrum Drocas quando succedettero ai galli nel governo dell'area.
Questa fortezza divenne in epoca altomedievale il centro di una contea carolingia. Nel tempo, dipendette dal ducato di Normandia sotto gli Erbertingi, discendenti di Carlomagno. Verso il 1121/1123, Roberto II privò la città a questa famiglia e, con la morte di Stefano I di Troyes, riunì il possedimento alla corona di Francia, facendo della fortezza una testa di ponte.
Proprietà dello stato, il castello e la cittadina divennero uno dei domini più ad occidente dei capetingi, alle porte della Normandia. Per questa ragione, Luigi VI il Grosso donò il castello, la città e la contea di Dreux nel 1152 in appannaggio ad uno dei suoi figli, Roberto di Francia (1125-1188), sino a quando la casata di Dreux non si estinse nel 1590.
Il castello, destinato alla contea di Dreux ed ai suoi proprietari, i conti di Dreux, fece ritorno alla corona per acquisto di re Carlo V nel 1377-1378. Considerato come castello reale, venne venduto infine nel XVIII secolo alla casata dei Borbone-Penthièvre.
La collegiata di Santo Stefano, dal XIII secolo, servì come luogo di sepoltura dei conti di Dreux e dei loro parenti. Qualche resto di queste antiche sepolture è stata ritrovata durante i lavori di ristrutturazione della cappella di San Luigi, che venne nominalmente trasferita nel 1783 ai duchi di Penthièvre..

### La Rivoluzione
I beni dei Borbone-Penthièvre vennero confiscati durante la Rivoluzione ed il castello venne venduto. Venne lottizzato e la collegiata di Santo Stefano venne venduta per 5000 lire ed in parte venne demolita. Il dominio venne riacquistato nel 1816 dalla duchessa vedova di Orléans che de facto ne conservò la sola cappella reale.

### Dopo la Rivoluzione
Al ritorno dei principi, col favore della Restaurazione, il dominio venne recuperato dalla sua proprietaria precedente, Luisa Maria Adelaide di Borbone, duchessa vedova di Orléans, madre del futuro re Luigi Filippo di Francia. Alla morte di questa nel 1821, il castello ed il suo dominio entrarono nei beni della casata d'Orléans.

#### La casa d'Orléans

Stemma dei duchi d'Orléans, proprietari del castello dal 1821 al 1886

Nel XIX secolo, il castello conobbe un'epoca di rifacimenti e sistemazioni a partire dal 1830. Luigi Filippo, che pure possedeva un gran numero di residenze, in realtà abitò ben poco il castello di Dreux, ma decise comunque di mettersi in campo per la ricostruzione di quella che divenne nota col nome di Cappella reale di Dreux.
Con la pubblicazione della legge che costringeva tutti gli Orléans, i loro beni rimasero indivisi e vennero raggruppati sotto la Société civile du domaine de Dreux, così da facilitarne la gestione e da evitare rischi di dispersione. In effetti Luigi Filippo in questo fu molto accorto ed il dominio venne amministrato in nome del successivo duca d'Orléans, Filippo d'Orléans, « capo della casata di Francia » e pretendente orleanista al trono. Il dominio passò successivamente a Enrico, "conte di Parigi" assieme al Castello d'Amboise ed al Bourbon.

#### La "Fondation Saint-Louis"
Per preservare l'avvenire dei beni della sua eredità reale, il "conte di Parigi" decise di costituire una fondazione famigliare, la fondation Saint-Louis, nel 1974. Egli divenne presidente onorario e questa si occupò di amministrare tutti i beni più importanti della casata degli Orléans ed evitarne la dispersione.